# Тени (фильм, 1959)
«Тени» (англ. Shadows) — импровизационный фильм американского режиссёра Джона Кассаветиса о межрасовых отношениях во времена бит-поколения в Нью-Йорке. Многие киношколы считают «Тени» одним из ярчайших представителей независимого кинематографа в США.
Кассаветис снял две версии фильма — в 1957 и 1959 годах. Премьера первой версии состоялась в Нью-Йорке в кинотеатре «Париж» (англ.) в ноябре 1958 года, а второй — с успехом прошла в Венеции и Париже.

## Сюжет
Хипстер и музыкант Бенни бесцельно слоняется с двумя друзьями по Манхэттену времен культуры битников, знакомится с девушками и то и дело ввязывается в мелкие неприятности. У него есть сестра Лелия и брат Хью. Хрупкая, импульсивная Лелия выглядит скорее белой, чем афроамериканкой, в отличие от старшего брата Хью, который пока без особого успеха пытается построить карьеру певца. Похоже, его агент Руперт — единственный, кто верит в его талант. Сюжет движется от одного персонажа к другому, словно повторяющаяся джазовая тема. Их жизни сперва кажутся совершенно независимыми друг от друга, и только когда Лелия знакомится с Тони в надежде на настоящую любовь, линии сходятся и возникает конфликт. Для Тони оказывается неожиданностью, что его новая подруга — полукровка. Увидев Хью, он не может справиться с растерянностью, тот обвиняет его в расизме, и для Тони эта ситуация становится поводом для разрыва отношений с Лелией. Сюжет оставляет открытыми вопросы о том, сможет ли Лелия залечить сердечную рану, Хью — обрести веру в себя, а Бен — найти цель в жизни.

## Признание
- 1959 — Премия журнала Film Culture.
- 1960 — Приз Пасинетти на Венецианском кинофестивале.
- 1961 — 4 номинации на премию BAFTA: лучший фильм (Джон Кассаветис), самый многообещающий новичок (Лелия Голдони и Энтони Рэй), премия ООН (Джон Кассаветис).
- 1963 — номинация на премию «Серебряная лента» (Италия) в категории «лучший зарубежный режиссёр» (Джон Кассаветис).
- 1993 — включение в Национальный реестр фильмов.